# Светско првенство у пливању 2015 — 50 м леђно за жене
Такмичење у пливању у дисциплини 50 метара леђним стилом за жене на Светском првенству у пливању 2015. одржало се у два дана 6. августа (квалификације и полуфинале) и 6. августа (финале) као део програма Светског првенства у воденим спортовима. Трке су се одржавале у базену Казањске арене у граду Казању (Русија).
За трке су било пријављено укупно 54 такмичарке из 49 земаља.
Титулу светске првакиње из 2013. није бранила кинеска пливачица Џао Ђинг. Новом светском првакињом постала је још једна такмичарка из Кине Фу Ђуенхуеј која је у неизсвесном финалу са свега 15 стотинки славила испред репрезентативке Бразила Етијен Медеирос. Бронзану медаљу освојила је Кинескиња Љу Сјанг.

## Освајачи медаља
|                   | Резултат |                       | Резултат |                | Резултат |
|                   |          |                       |          |                |          |
| Фу Ђуенхуеј (CHN) | 27,11    | Етијен Медеирос (BRA) | 27,26    | Љу Сјанг (CHN) | 27,58    |

## Званични рекорди
Пре почетка такмичења званични свестки рекорд и рекорд шампионата у овој дисциплини су били следећи:
| Рекорд                     | Име            | Резултат | Место         | Датум         |
| -------------------------- | -------------- | -------- | ------------- | ------------- |
| Светски рекорд             | Џао Ђинг (CHN) | 27,06    | Рим (Италија) | 30. јул 2009. |
| Рекорд светских првенстава | Џао Ђинг (CHN) | 27,06    | Рим (Италија) | 30. јул 2009. |

Током такмичења оборен је један национални и један континентални рекорд.

## Земље учеснице
За трке на 50 метара леђним стилом било је пријављено укупно 54 такмичарке из 49 земаља, а свака од земаља могла је да пријави максимално два такмичара по утрци.
| - Андора (1) - Аустралија (2) - Бахаме (1) - Бахреин (1) - Белорусија (1) - Боцвана (1) - Бразил (1) - Велика Британија (1) - Гватемала (1) - Грчка (1) - Данска (1) - Естонија (1) - Зимбабве (1) | - Израел (1) - Индонезија (1) - Исланд (1) - Италија (1) - Јордан (1) - Јужна Кореја (1) - Казахстан (1) - Кајманска Острва (1) - Канада (1) - Кина (2) - Колумбија (1) - Косово (1) | - Малави (1) - Малезија (1) - Маршалска Острва (1) - Микронезија (1) - Мексико (2) - Мозамбик (1) - Монголија (1) - Нови Зеланд (1) - Пољска (2) - Русија (2) - Самоа (1) - САД (1) | - Словачка (1) - Таџикистан (1) - Турска (1) - Узбекистан (1) - Украјина (1) - Финска (1) - Француска (2) - Холандија (1) - Хонгконг (1) - Хрватска (1) - Чешка (1) - Шведска (1) |

## Квалификације
У квалификацијама се пливало у 6 квалификационих група, а сваку од група чинило је по 10 пливачица, изузев прве групе у којој су наступиле 4 такмичарке. Пласман у полуфинале обезбедило је 16 такмичарки које су у квалификацијама оствариле најбоља времена.
Квалификационе трке пливане су 5. августа у јутарњем делу програма, са почетком прве трке у 9:30 по локалном времену.
| ПЛ. | Трка | Стаза | Пливач                   | Репрезентација   | Време | Нап. |
| --- | ---- | ----- | ------------------------ | ---------------- | ----- | ---- |
| 1.  | 4    | 4     | Фу Ђуенхуеј              | Кина             | 27,66 | КВ   |
| 2.  | 6    | 4     | Етијен Медеирос          | Бразил           | 27,74 | КВ   |
| 3.  | 5    | 4     | Емили Сибом              | Aустралија       | 27,75 | КВ   |
| 4.  | 5    | 5     | Љу Сјанг                 | Кина             | 27,79 | КВ   |
| 5.  | 4    | 5     | Мије Нилсен              | Данска           | 27,89 | КВ   |
| 6.  | 6    | 5     | Лорин Квигли             | Велика Британија | 27,94 | КВ   |
| 7.  | 4    | 6     | Берил Гасталдело         | Француска        | 28,02 | КВ   |
| 7.  | 6    | 3     | Медисон Вилсон           | Aустралија       | 28,02 | КВ   |
| 9.  | 5    | 6     | Керсти Ковентри          | Зимбабве         | 28,15 | КВ   |
| 9.  | 6    | 2     | Анастасија Фесикова      | Русија           | 28,15 | КВ   |
| 11. | 6    | 6     | Елена Ђемо               | Италија          | 28,18 | КВ   |
| 12. | 6    | 0     | Теодора Драку            | Грчка            | 28,35 | КВ   |
| 13. | 4    | 7     | Александра Урбањчик      | Пољска           | 28,36 | КВ   |
| 14. | 6    | 8     | Сања Јовановић           | Хрватска         | 28,40 | КВ   |
| 15. | 6    | 1     | Матилд Сини              | Француска        | 28,46 | КВ   |
| 16. | 5    | 2     | Дарија Устинова          | Русија           | 28,52 | КВ   |
| 17. | 5    | 8     | Светлана Хохлова         | Белорусија       | 28,62 |      |
| 18. | 5    | 0     | Катарина Листопадова     | Словачка         | 28,63 |      |
| 19. | 5    | 9     | Доминик Бушар            | Канада           | 28,66 |      |
| 20. | 5    | 3     | Јекатерина Руденко       | Kазахстан        | 28,67 |      |
| 20. | 5    | 1     | Симона Баумртова         | Чешка            | 28,67 |      |
| 22. | 6    | 9     | Стефани Ау               | Хонгконг         | 28,70 |      |
| 23. | 4    | 0     | Ејгло Оуск Густавсдоутир | Исланд           | 28,75 |      |
| 24. | 5    | 7     | Парк Хан-бјеол           | Јужна Кореја     | 28,85 |      |
| 25. | 6    | 7     | Мајке де Вард            | Холандија        | 28,86 |      |
| 26. | 4    | 1     | Алицја Тхорз             | Пољска           | 28,87 |      |
| 27. | 3    | 5     | Хисела Моралес           | Гватемала        | 28,94 |      |
| 28. | 4    | 8     | Дарина Зевина            | Украјина         | 28,97 |      |
| 29. | 4    | 9     | Боби Џичард              | Нови Зеланд      | 29,15 |      |
| 30. | 3    | 4     | Магдалена Курас          | Шведска          | 29,33 |      |
| 31. | 2    | 5     | Наоми Руеле              | Боцвана          | 29,36 |      |
| 32. | 3    | 6     | Јулдуз Кучкарова         | Узбекистан       | 29,37 |      |
| 33. | 3    | 3     | Амит Иври                | Израел           | 29,50 |      |
| 34. | 3    | 2     | Јекатерина Аврамова      | Tурска           | 29,60 |      |
| 35. | 3    | 0     | Каролина Колорадо Енао   | Колумбија        | 29,61 |      |
| 36. | 3    | 7     | Сигрид Сеп               | Eстонија         | 29,95 |      |
| 37. | 3    | 9     | Чан Каролин Зи Син       | Mалезија         | 30,14 |      |
| 38. | 2    | 4     | Жесика Коса              | Mозамбик         | 30,17 |      |
| 39. | 3    | 1     | Анак Ратих               | Индонезија       | 30,33 |      |
| 40. | 2    | 3     | Аријел Вич               | Бахаме           | 30,77 |      |
| 41. | 2    | 2     | Моника Рамирез           | Aндора           | 30,89 |      |
| 42. | 3    | 8     | Андреја Гарсија          | Mексико          | 30,94 |      |
| 43. | 2    | 7     | Евелина Афоа             | Самоа            | 31,74 |      |
| 44. | 2    | 6     | Лорин Хју                | Кајманска Острва | 32,33 |      |
| 45. | 2    | 1     | Колин Фургесон           | Mаршалска Острва | 33,04 |      |
| 46. | 2    | 0     | Рита Зећири              | Kосово           | 33,65 |      |
| 47. | 2    | 8     | Рахаф Баглех             | Jордан           | 33,67 |      |
| 48. | 2    | 9     | Дебра Данијел            | Микронезија      | 33,75 |      |
| 49. | 1    | 4     | Јесуј Бајар              | Mонголија        | 35,44 |      |
| 50. | 1    | 5     | Анастасија Тјурина       | Tаџикистан       | 38,48 |      |
| 51. | 1    | 3     | Тајамика Чанганамуно     | Mалави           | 38,81 |      |
| 52. | 1    | 6     | Фатема Абдулмохсен       | Бахреин          | 40,40 |      |
| 53  | 4    | 2     | Мимоса Јалов             | Финска           | ××    | ДСК  |
| 53  | 4    | 3     | Рејчел Бутсма            | САД              | ××    | НН   |

Напомена: КВ - квалификација; ДСК - дисквалификација; НН - није наступила

## Полуфинала
Полуфиналне трке пливане су у вечерњем делу програма 5. августа са почетком у 17:42 по локалном времену.
Прво полуфинале
| ПЛ. | Стаза | Пливач              | Репрезентација   | Време | Нап.   |
| --- | ----- | ------------------- | ---------------- | ----- | ------ |
| 1.  | 4     | Етијен Медеирос     | Бразил           | 27,41 | КВ     |
| 2.  | 5     | Љу Сјанг            | Кина             | 27,67 | КВ     |
| 3.  | 6     | Медисон Вилсон      | Aустралија       | 27,83 | КВ     |
| 4.  | 3     | Лорин Квигли        | Велика Британија | 27,88 | КВ     |
| 5.  | 7     | Теодора Драку       | Грчка            | 28,01 | КВ, НР |
| 6.  | 2     | Анастасија Фесикова | Русија           | 28,11 |        |
| 7.  | 8     | Дарија Устинова     | Русија           | 28,39 |        |
| 8.  | 1     | Сања Јовановић      | Хрватска         | 28,59 |        |

Друго полуфинале
| ПЛ. | Стаза | Пливач              | Репрезентација | Време | Нап. |
| --- | ----- | ------------------- | -------------- | ----- | ---- |
| 1.  | 4     | Фу Ђуенхуеј         | Кина           | 27,18 | КВ   |
| 2.  | 3     | Мије Нилсен         | Данска         | 27,63 | КВ   |
| 3.  | 5     | Емили Сибом         | Aустралија     | 27,70 | КВ   |
| 4.  | 8     | Матилд Сини         | Француска      | 28,16 |      |
| 5.  | 7     | Елена Ђемо          | Италија        | 28,21 |      |
| 6.  | 2     | Керсти Ковентри     | Зимбабве       | 28,28 |      |
| 7.  | 6     | Берил Гасталдело    | Француска      | 28,30 |      |
| 8.  | 1     | Александра Урбањчик | Пољска         | 28,46 |      |

Напомена: КВ - квалификација; НР - национални рекорд

## Финале
Финална трка пливана је 6. августа са почетком у 18:49 по локалном времену.
| ПЛ. | Стаза | Пливач          | Репрезентација   | Време | Нап. |
| --- | ----- | --------------- | ---------------- | ----- | ---- |
|     | 4     | Фу Ђуенхуеј     | Кина             | 27,11 |      |
| 2   | 5     | Етијен Медеирос | Бразил           | 27,26 | ПМР  |
| 3   | 6     | Љу Сјанг        | Кина             | 27,58 |      |
| 4.  | 2     | Емили Сибом     | Aустралија       | 27,66 |      |
| 5.  | 3     | Мије Нилсен     | Данска           | 27,73 |      |
| 6.  | 7     | Медисон Вилсон  | Aустралија       | 27,92 |      |
| 7.  | 1     | Лорин Квигли    | Велика Британија | 27,99 |      |
| 8.  | 8     | Теодора Драку   | Грчка            | 28,17 |      |

Напомена: ПМР - панамерички рекорд